# Ruta Estatal de Nevada 518
La Ruta Estatal de Nevada 518, y abreviada SR 518 (en inglés: Nevada State Route 518) es una carretera estatal estadounidense ubicada en el estado de Nevada. La carretera inicia en el Oeste desde la US 50  , US 395   en Carson City hacia el Este en la Jacobsen Way en Carson City. La carretera tiene una longitud de 1,6 km (1.017 mi).

## Mantenimiento
Al igual que las autopistas interestatales, y las rutas federales y el resto de carreteras estatales, la Ruta Estatal de Nevada 518 es administrada y mantenida por el Departamento de Transporte de Nevada por sus siglas en inglés Nevada DOT.